# Louis Tomlinson
Louis William Tomlinson, ursprungligen Louis Troy Austin, född 24 december 1991 i Doncaster, Storbritannien, är en brittisk sångare, låtskrivare och en av medlemmarna i den brittisk-irländska musikgruppen One Direction. 

## Biografi
År 2010 sökte Tomlinson till den brittiska TV-sångtävlingen The X Factor som soloartist, men efter att ha blivit utslagen sattes han ihop med fyra andra tävlande, Niall Horan, Zayn Malik, Liam Payne och Harry Styles, och tillsammans bildade de bandet One Direction. Bandet släppte fem album, åkte på fyra världsturnéer och vann upp emot 200 priser. Efter bandets femte album tog gruppen ett uppehåll i början av 2016 och uppgav att pausen skulle vara 18 månader, men bandet kom aldrig att återupptas.  
I december 2016 släppte Tomlinson sin första singel "Just Hold On" med Steve Aoki och 2017 släppte han singeln "Back to You" med amerikanska sångerskan Bebe Rexha. År 2017 släpptes även singeln "Miss You".
2018 medverkade Tomlinson som domare på The X Factor. 
År 2019 släpptes singlarna "Two of Us", "Kill My Mind", "We Made It" och "Don't Let It Break Your Heart". 31 januari 2020 släppte Tomlinson sitt debutalbum Walls.
Den 11 november 2022 släpptes Tomlinsons andra album Faith In The Future efter singlarna "Bigger Than Me", "Out Of My System" och "Silver Tongues".

### Familj och privatliv
Tomlinson är son till Troy Austin och Johannah Deakin, född Poulston; fadern lämnade familjen kort efter sonens födsel. Efternamnet fick han senare efter sin styvfar. Efter moderns och styvfaderns skilsmässa 2011 gifte hon om sig 2014. Tomlinson växte upp med fyra yngre halvsystrar. Han har även en yngre halvsyster på faderns sida.
Tillsammans med stylisten Briana Jungwirth har Tomlinson en son född 21 januari 2016.
I december 2016 avled Tomlinsons mor i leukemi. I mars 2019 hittades Tomlinsons yngre syster död av en oavsiktlig överdos.

## Dokumentärer
Tomlinson medverkade i dokumentärfilmen This Is Us (2013) som följer One Directions genombrott och deras andra världsturné Take Me Home Tour samt i konsertfilmen "One Direction: Where We Are" (2014). 
2021 släppte han en dokumentär- och konsertfilm som följde förberedelserna och hans uppträdande på The Away From Home Festival som han själv anordnat och kurerat för att fira återkomsten av livemusik efter Covid-19 pandemin. Biljettkostnaderna betalades av Tomlinson själv och ett globalt livestreamingevent organiserades. Evenemanget hölls på det anrika festivalområdet Crystal Palace Bowl i södra London.
Dokumentärfilmen All Of Those Voices gick upp på biografer över hela världen den 22 mars 2023.

## Diskografi

### Solo
Album
- 2020 – Walls
- 2020 – Track By Track
- 2022 – Faith In The Future
- 2024 - LIVE

Singlar
- 2016 - ”Just hold on” (Med Steve Aoki)
- 2017 - ”Back to You” (Med Bebe Rexha och Digital Farm Animals)
- 2017 - ”Just Like You”
- 2017 - ”Miss You”
- 2019 - ”Two of Us”
- 2019 - ”Kill My Mind”
- 2019 - ”We Made It”
- 2019 - ”Don’t Let It Break Your Heart”
- 2020 - "Walls"
- 2022 - "Bigger Than Me"
- 2022 - "Out Of My System"
- 2022 - "Silver Tongues"